# Rosaphula handschini
Rosaphula handschini är en tvåvingeart som beskrevs av Frey 1934. Rosaphula handschini ingår i släktet Rosaphula och familjen vapenflugor. Inga underarter finns listade i Catalogue of Life.